# Monika Dumermuth
Monika Dumermuth (* 14. März 1977 in Unterlangenegg) ist eine ehemalige Schweizer Skirennfahrerin. Sie war auf die Disziplinen Abfahrt und Super-G spezialisiert und gehörte ab 1997 der Schweizer Skinationalmannschaft an.

## Biografie
Dumermuth bestritt ihre ersten FIS-Rennen im Dezember 1994, ein Jahr später ging sie erstmals im Europacup an den Start. Ihr Debüt im Skiweltcup gab die Schweizerin im Januar 1999. Nachdem sie sich im Januar 2000 eine schwere Knieverletzung zuzog, und den Rest der Saison pausieren musste, holte sie am 13. Januar 2001 in der Abfahrt von Haus im Ennstal mit dem überraschend guten zwölften Platz ihre ersten Weltcuppunkte, dieses Resultat konnte sie aber längere Zeit nicht wiederholen. Im Europacup feierte sie in der Saison 2000/01 zwei Siege und erreichte den zweiten Rang in der Super-G-Wertung. In diesem Jahr nahm sie auch bei den Weltmeisterschaften in St. Anton in der Abfahrt teil, konnte das Rennen aber nicht beenden. Zwei Jahre später fuhr sie bei den Weltmeisterschaften in St. Moritz auf den zehnten Platz in der Abfahrt.
Zu Beginn der Saison 2003/04 zog sich Dumermuth bei einem Sturz im Riesenslalom von Sölden einen Kreuzbandriss zu und musste den gesamten Winter pausieren. Sie kehrte erst im Dezember 2004 in den Weltcup zurück, wo sie sich zunächst nicht oder nur knapp in den Punkterängen platzieren konnte. Überraschend gelang ihr dann am 21. Januar 2006 in der Abfahrt von St. Moritz der sechste Platz. Sie profitierte bei dem Rennen allerdings von den sich ändernden Wetterbedingungen, die die Fahrerinnen mit hinteren Startnummern begünstigten. Mit dieser Leistung qualifizierte sie sich für die Olympischen Winterspiele in Turin, wo sie in einer mannschaftsinternen Qualifikation Martina Schild unterlag und nicht an den Start ging. Im April 2006 wurde Dumermuth in das Regionalkader zurückversetzt, im August wurde sie aber aufgrund ihrer sehr guten Trainingsleistungen erneut ins Nationalteam aufgenommen und bestritt am ersten Dezemberwochenende 2006 in Lake Louise wieder Weltcuprennen, wo sie in der ersten Abfahrt den elften Platz belegte. In den folgenden Jahren gelangen ihr immer wieder Platzierungen unter den besten 15, doch sie konnte diese Leistungen nicht konstant erbringen.
Am 26. Januar 2009 verpasste Dumermuth ihr erstes Weltcuppodest nur knapp und wurde mit 0,05 s Rückstand auf die Drittplatzierte Andrea Dettling Vierte im Super-G von Cortina d’Ampezzo. Dies war gleichzeitig ihr bisher bestes Weltcupergebnis. Am 25. Februar verletzte sie sich bei einem Sturz im ersten Abfahrtstraining von Bansko am rechten Knie und musste die Saison vorzeitig beenden. Am 7. März 2010 fuhr Dumermuth in Crans-Montana ihr letztes Weltcuprennen und trat daraufhin zurück.

## Erfolge

### Weltmeisterschaften
- St. Moritz 2003: 10. Abfahrt, 24. Super-G

### Weltcup
- 4 Platzierungen unter den besten zehn

### Europacup
- Saison 2000/01: 2. Super-G-Wertung
- 6 Podestplätze, davon 2 Siege:

| Datum         | Ort         | Land    | Disziplin |
| ------------- | ----------- | ------- | --------- |
| 7. März 2001  | Lenzerheide | Schweiz | Abfahrt   |
| 15. März 2001 | Piancavallo | Italien | Super-G   |

### Weitere Erfolge
- 7 Siege in FIS-Rennen (6× Riesenslalom, 1× Super-G)